# JyuJyu
Jyujyu (じゅじゅ) est un groupe de J-pop composé de jeunes idoles japonaises formé en mars 2014. Le concept du groupe d'idoles est le mot-clé « malédiction » (呪, noroi). À travers ses chansons, il exprime l'absurdité de la société, la jalousie, le désir, et le côté sombre d'Internet.

## Biographie
Les JyuJyu sont formées en mars 2014 et sont produites par l'agence Xedia. Le groupe est composé de deux membres : Neu et Shirai. Neu and Shirai apparaissent sur l’application mobile pour smartphones Cheerz depuis décembre 2014. Leur premier single idoll est sorti le 14 janvier 2015 et classé 87e à l'Oricon. Les Jyujyu sont les premières artistes à signer sous le label Hako Records de Tower Records. À la suite de cela, des posters ont été affichés dans les magasins Tower Records dans le cadre de la campagne No Music, No Idol? pour promouvoir le deuxième single Zero en août 2015. 
Leur premier album Ikenie est publié en février 2016 ; le dessin de la pochette est réalisée par l’illustrateur Imai Kira : les filles y portent des robes noires au style gothic lolita fournies par la marque de vêtements de mode Angelic Pretty. Il est classé 107e à l'Oricon et est le seul album du groupe réalisé par les membres originaux (Neu et Shirai). Le CD comporte 13 titres dont leurs derniers singles idoll, Zero et Gekkō Pierrot. Conjointement, le 2nd one-man live des Jyujyu aura lieu en mars 2016 au Tokyo Kinema Club. 
Shirai annonce son départ à la fin février 2016, décision prise en raison de problèmes de santé ; elle quitte le groupe le 29 mars suivant. En conséquence, le staff déclare que le groupe d’idols est mis en pause ; des auditions sont organisées en mars pour recruter de nouvelles membres et redémarrer les activités au printemps. Neu commence une carrière solo sous le nom de Neuchan en avril 2016. Sont recrutées Miori et Minoru au sein de JyuJyu en juillet 2016 : Miori est une ancienne membre des Himawari Joshi (ひまわり女子) ; et Minoru est une chanteuse idol en solo connue en tant que Shiratama Pirorin Empire (白玉ピロリン帝国). Ces membres font leur première apparition sur le single Noroi Hajime sorti en octobre 2016 ; les filles montrent leur côté obscur dans le clip vidéo. Le 5e single Kuro Ito est mis en vente en mars 2017. Dans le clip vidéo, les filles se trouvent dans une pièce de ce qui semble être un manoir antique ; les JyuJyu tournent et se balancent sous des lumières scintillantes, leur regard sur les miroirs et les portraits enchantés, tandis que leurs chants hypnotiques s'entrelacent avec une instrumentation sombre.
Minoru quitte officiellement le groupe le 4 juillet 2017 pour des raisons familiales. Le staff a donc décidé de recruter de nouveaux membres dans les mois qui suivent. Le groupe participe au Tokyo Idol Festival 2017, organisé en début août suivant.

## Neuchan
En parallèle avec son groupe, Neu produite par son agence de talent Xedia, commence officiellement sa carrière solo sous le nom de Neuchan (ねうちゃん) en avril 2016. Elle ouvre son site officiel en début d'année 2017. Elle sort son premier mini-album en tant que Neuchan en avril 2017, intitulé Oyasumi Lumanoth EP,.

## Membres

### Membres actuels
- Neu (ねう)
- Miori (みおり) – Miori Yukimura (雪村美織?) (depuis 2016)
- Yurane (ゆらね) (depuis 2017)
- Chunly (ちゅん) (depuis 2017)

### Anciens membres
- Shirai (しらい) (2014-2016)
- Minoru (みのる) – Mashiro Shiratama (白玉ましろ?) (2016-2017)